# Église Sainte-Louise-de-Marillac de Drancy
L'église Sainte-Louise-de-Marillac, située rue Anatole-France à Drancy est une église de Seine-Saint-Denis affectée au culte catholique. Elle est dédiée à Louise de Marillac.

## Ancienne église Saint-Germain l'Auxerrois

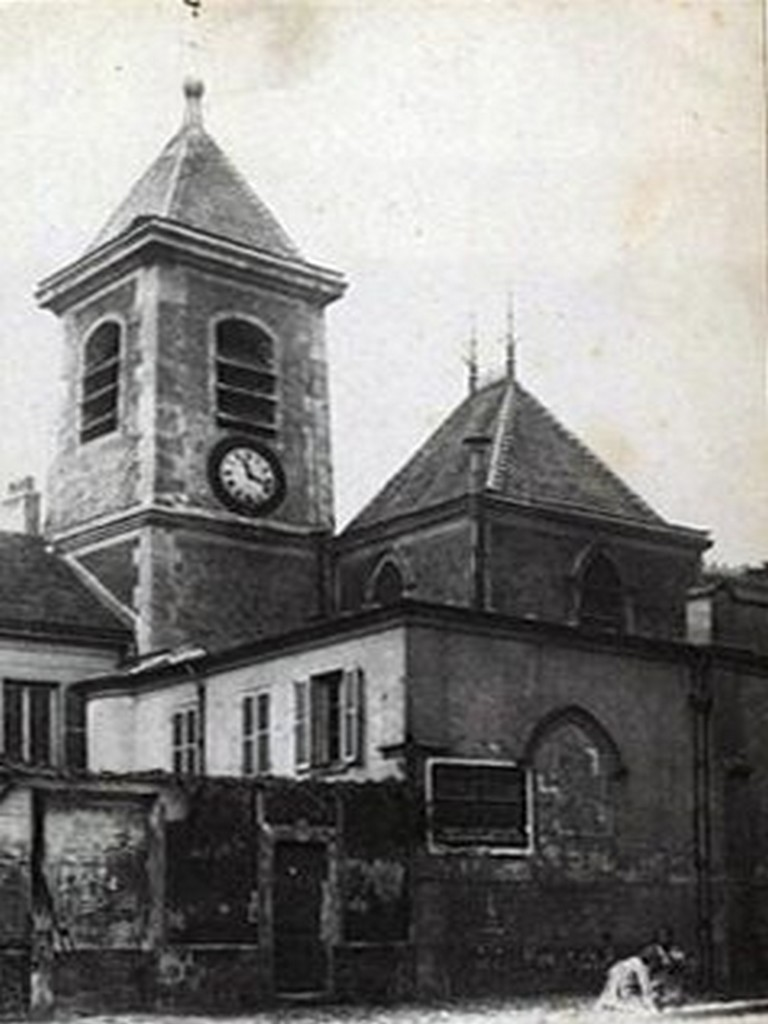
Drancy: église Saint-Germain-l'Auxerrois, remplacée par l'église Sainte-Louise-de-Marillac.

Drancy faisait partie, pendant l’Antiquité, du domaine d'un Gallo-Romain Terentius, et le domaine prit le nom de Terentiacum. Au XIe siècle, quelques habitations sont groupées autour d'une église dédiée à Saint Germain l’Auxerrois et le village apparaît pour la première fois sur les registres du pape Urbain II, en 1096, sous le nom de Derenzegio.
En 1620, le curé de Saint-Germain desservait l'église Saint-Sylvain, autre église de la ville, et reconstruite en simple chapelle. Cette chapelle Saint-Sylvain du Petit-Drancy fut détruite peut-être pendant la Terreur, et l'emplacement, marqué d'une croix.
La guerre de 1870 entraîna non seulement la disparition de la croix qui marquait Saint-Sylvain, mais aussi la destruction de l’église Saint-Germain.
La nouvelle église fut reconstruite en 1872, à l'emplacement de la place de la Mairie. Détruite en 1973, elle contenait notamment le tombeau de la comtesse de Mun, née Berthe de Ladoucette, dont le père, Charles Loetitia de Ladoucette, possédait le château de Drancy. Ce tombeau a été déplacé dans le parc de Ladoucette.

## Nouvelle église

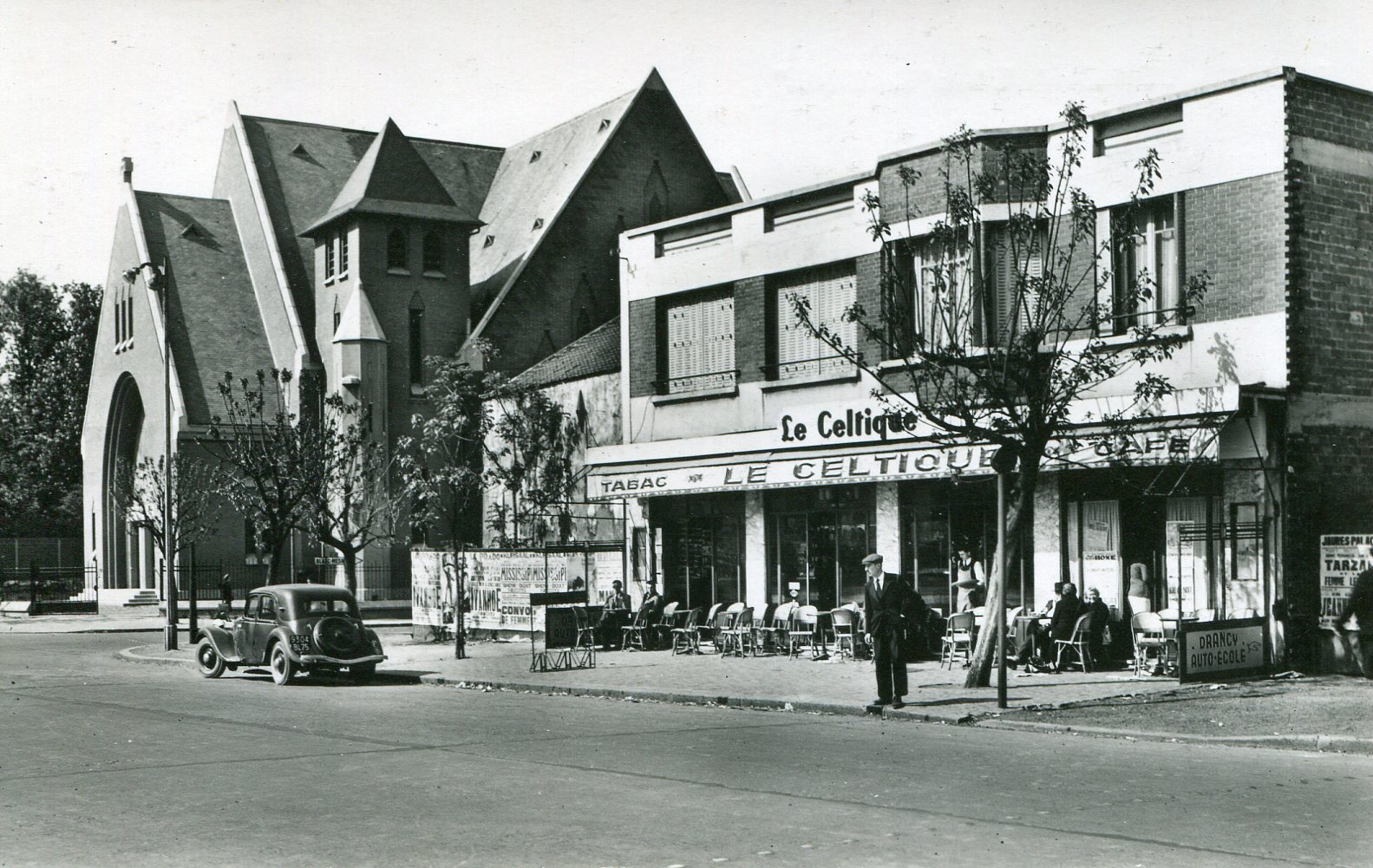
Drancy: Église Sainte-Louise de Marillac, rue Anatole-France.

Le nouveau bâtiment a été construit de 1936 à 1939 par l'Œuvre des Chantiers du Cardinal, sur les plans de Charles-Henri Besnard et Félix Bernadac. Il s’agissait alors de remplacer l’église primitive de Drancy, Saint-Germain-l'Auxerrois, devenue trop petite, reconstruite en 1872 sur un sanctuaire du XIIe siècle. et qui maintenant n'existe plus. L’édifice reste longtemps inachevé, en briques rouges et coiffé d’un toit en ardoise. Il se trouve au numéro 5 de la rue Anatole-France.
Le bombardement d'août 1944 l'ayant endommagée, sa restauration la dote d'un clocher et d'un porche. Le chœur est décoré d'une grande fresque à la gloire de Louise de Marillac. Trois abbés drancéens, morts sur le champ de bataille en 1940, sont enterrés dans la chapelle.
Les vitraux représentent Sainte Thérèse de Lisieux et Sainte Louise de Marillac.